# Нюксеница
Ню́ксеница — село, административный центр Нюксенского округа Вологодской области (c 18 апреля 1924 года). Административный центр Нюксенского сельского поселения. С точки зрения административно-территориального деления входит в Нюксенский сельсовет и является его центром, а также является центром Березовского сельсовета.

## Название
Название Нюксеница получила от реки Нюксеницы, делящей село на две неравные части.

## География
Расположена на левом берегу реки Сухоны к северу от автодороги А123.
Расстояние до областного центра: 315 км.
| Показатель                            | Янв.  | Фев.  | Март  | Апр. | Май | Июнь | Июль | Авг. | Сен. | Окт. | Нояб. | Дек.  | Год  |
| ------------------------------------- | ----- | ----- | ----- | ---- | --- | ---- | ---- | ---- | ---- | ---- | ----- | ----- | ---- |
| Средняя температура, °C               | −24,5 | −20,3 | −13,7 | −4,1 | 4   | 10,5 | 13,7 | 11,8 | 5,2  | −2,5 | −11,7 | −21,7 | −5,4 |
| Источник: NASA. База данных RETScreen |       |       |       |      |     |      |      |      |      |      |       |       |      |

Нюксеница — одно из самых холодных мест Вологодской области, минимум температуры в городе составляет −51.3 градусов, что ниже, чем в Великом Устюге (-49 градусов) и Вытегре (-49.4 градусов).

## История
Первое упоминание в 1619 году. До революции входило в состав Великоустюжского уезда.

## Население
| 1959 | 1970  | 1979  | 1989  | 2002  | 2010  | 2021  |
| ---- | ----- | ----- | ----- | ----- | ----- | ----- |
| 2067 | ↗2404 | ↗3898 | ↗4164 | ↗4407 | ↘4244 | ↗4333 |

## Культура
- Нюксенский районный краеведческий музей — основан в 1969 году в здании бывшей школы, а в 1975 году музей получил статус районного.
- Центр традиционной народной культуры (ЦТНК) — В ЦТНК работают мастерские по разным направлениям: берестоплетению, ткачеству, вышивке, народной кукле, росписи по дереву. Разработано 3 туристических программы: «Нюксеница-сокровищница народных традиций», «Нюксеница мастеровая» и «Баская культура». Его основная цель — сохранение и восстановление традиционной народной культуры, передача знаний детям и их родителям. Сейчас Нюксенский Центр традиционной народной культуры, осуществляет научно-исследовательскую, координационно-методическую, опытно-экспериментальную, просветительскую деятельность, занимается воссозданием обрядов, организацией фольклорных праздников. Здесь также реализуются творческие проекты, направленные на популяризацию ценностей традиционной народной культуры. В 2013 году ЦТНК переехало в новое здание.
- Дом культуры — деревянное здание, построенное в середине XX века, находится в исторической части Нюксеницы.

## Спорт
- ФОК «Газовик» — построен в 2011 году на средства Газпрома[9]. В ФОКе весело провести время могут не только дети, но и взрослые. При ФОКе также содержится каток.
- Стадион Нюксенского ЛПУМГ ООО «Газпром трансгаз Ухта» — открыт в 2009 году.

## Транспорт
В Нюксенице есть автостанция. В 4 км к западу от села имеется мост через Сухону на автодороге А123.
Есть аэропорт, построенный в 1946 году. Но регулярных рейсов нет из-за плохого состояния аэропорта.
С сентября 1969 года до конца 1990-х годов по Сухоне курсировали скоростные теплоходы «Заря». Сейчас регулярных рейсов нет, но иногда по Сухоне проходит несколько рейсов из Вологды — корабль «Николай Яковлев».